# Esthétique marxiste
Pour les articles homonymes, voir Esthétique (homonymie).
L'esthétique marxiste ou esthétique communiste est un mouvement ou une théorie de l'art contemporain, se basant originellement sur les théories de Karl Marx puis dérivées de celles-ci. Elle adopte une approche dialectique et matérialiste — ou matérialiste dialectique — du marxisme à la sphère culturelle, plus précisément aux domaines liés au goût, tels que l'art et la beauté. Les marxistes estiment que la vie de chaque individu — de ses croyances religieuses aux régimes juridiques et contextes culturels auxquels il est soumis — est considérablement influencée par ses conditions économiques et sociales, et en particulier les rapports de classe qui en découlent. D'un point de vue marxiste classique (en), le rôle de l'art n'est pas uniquement de représenter fidèlement de telles conditions, mais aussi de chercher à les améliorer. Cette interprétation controversée se réfère à de très succincts, bien que substantiels, écrits attribués à Marx et Engels. De ce fait, Nikolaï Tchernychevski, dont les travaux ont une influence considérable sur l'esthétique soviétique, prend plus racine dans l'œuvre du philosophe allemand Ludwig Feuerbach que dans celle de Marx.